# Ranella olearium
Ranella olearium é uma espécie de gastrópode da família Ranellidae.
Está distribuída no Mar Mediterrâneo, Oceano Atlântico central e meridional (Cabo Verde, África Oriental), Oceano Índico (Moçambique, África do Sul), Nova Zelândia, Mar do Caribe (costa de Colômbia).